# Hundsmühle (Speichersdorf)
Hundsmühle ist ein Gemeindeteil der Gemeinde Speichersdorf im Landkreis Bayreuth (Oberfranken, Bayern). Hundsmühle liegt in der Gemarkung Windischenlaibach.

## Geografie
Die Einöde liegt am Kirrlohbach (im Unterlauf Laimbach genannt), dem rechten Hauptstrangoberlauf der Ölschnitz. Eine Gemeindeverbindungsstraße führt nach Windischenlaibach zur Staatsstraße 2184 (0,5 km südlich) bzw. an der Buschmühle vorbei nach Brüderes (0,8 km nordwestlich).

## Geschichte
Hundsmühle gehörte zur Realgemeinde Windischenlaibach. Gegen Ende des 18. Jahrhunderts bestand Hundsmühle aus einem Anwesen. Die Hochgerichtsbarkeit stand vom bayreuthischen Stadtvogteiamt Bayreuth zu. Das Rittergut Windischenlaibach war Grundherr der Mühle.
Von 1797 bis 1810 unterstand der Ort dem Justiz- und Kammeramt Bayreuth. Mit dem Gemeindeedikt wurde Hundsmühle dem 1812 gebildeten Steuerdistrikt Seybothenreuth und der zugleich gebildeten Ruralgemeinde Windischenlaibach zugewiesen. Im Zuge der Gebietsreform in Bayern wurde Hundsmühle am 1. Juli 1972 nach Speichersdorf eingegliedert.

### Einwohnerentwicklung
| Jahr      | 001818 | 001861 | 001871 | 001885 | 001900 | 001925 | 001950 | 001961 | 001970 | 001987 |
| Einwohner | *      | *      | 3      | 9      | 8      | 9      | 6      | 6      | 4      | 11     |
| Häuser    | *      |        |        | 1      | 1      | 1      | 1      | 2      |        | 2      |
| Quelle    | [ 6 ]  | [ 9 ]  | [ 10 ] | [ 11 ] | [ 12 ] | [ 13 ] | [ 14 ] | [ 15 ] | [ 16 ] | [ 1 ]  |

## Religion
Hundsmühle ist evangelisch-lutherisch geprägt und war ursprünglich nach St. Veronika (Birk) gepfarrt. Seit der zweiten Hälfte des 20. Jahrhunderts ist die Pfarrei Christuskirche (Speichersdorf) zuständig.